# Liste des cathédrales de la Basilicate
Cet article recense les cathédrales de la Basilicate en Italie.

## Généralités
Les cathédrales érigées dans la Basilicate sont des édifices de l'Église catholique. Administrativement, la région est sous la juridiction de la région ecclésiastique de la Basilicate, soit trois archidiocèses et trois diocèses : Acerenza, Matera-Irsina, Melfi-Rapolla-Venosa, Potenza-Muro Lucano-Marsico Nuovo, Tricarico et Tursi-Lagonegro.
Au total, la région compte six cathédrales et six cocathédrales. On y dénombre également plusieurs anciennes cathédrales : édifices qui ont par le passé accueilli le siège d'un évéché avant de le perdre.

## Liste

### Cathédrales
| Édifice                                           | Commune   | Province | Diocèse                           | Notes             | Coordonnées                       | Illus. |
| ------------------------------------------------- | --------- | -------- | --------------------------------- | ----------------- | --------------------------------- | ------ |
| Notre-Dame-de-l'Assomption-la-Brune               | Matera    | Matera   | Matera-Irsina                     | Basilique mineure | 40° 40′ 00″ nord, 16° 36′ 41″ est |        |
| Notre-Dame-de-l'Assomption                        | Tricarico | Matera   | Tricarico                         |                   | 40° 37′ 25″ nord, 16° 08′ 29″ est |        |
| Notre-Dame-de-l'Annonciation                      | Tursi     | Matera   | Tursi-Lagonegro                   |                   | 40° 14′ 48″ nord, 16° 28′ 09″ est |        |
| Notre-Dame-de-l'Assomption-et-Saint-Canion-évêque | Acerenza  | Potenza  | Acerenza                          | Basilique mineure | 40° 47′ 50″ nord, 15° 56′ 30″ est |        |
| Notre-Dame-de-l'Assomption                        | Melfi     | Potenza  | Melfi-Rapolla-Venosa              | Basilique mineure | 40° 59′ 48″ nord, 15° 39′ 30″ est |        |
| Notre-Dame-de-l'Assomption-et-Saint-Gérard-évêque | Potenza   | Potenza  | Potenza-Muro Lucano-Marsico Nuovo | Basilique mineure | 40° 38′ 25″ nord, 15° 48′ 23″ est |        |

### Cocathédrales
| Édifice                                     | Commune       | Province | Diocèse                           | Notes | Coordonnées                       | Illus. |
| ------------------------------------------- | ------------- | -------- | --------------------------------- | ----- | --------------------------------- | ------ |
| Notre-Dame-de-l'Assomption                  | Irsina        | Matera   | Matera-Irsina                     |       | 40° 44′ 30″ nord, 16° 14′ 37″ est |        |
| Saint-Nicolas-de-Bari                       | Lagonegro     | Potenza  | Tursi-Lagonegro                   |       | 40° 07′ 14″ nord, 15° 45′ 55″ est |        |
| Notre-Dame-de-l'Assomption-et-Saint-Georges | Marsico Nuovo | Potenza  | Potenza-Muro Lucano-Marsico Nuovo |       | 40° 25′ 20″ nord, 15° 44′ 08″ est |        |
| Saint-Nicolas                               | Muro Lucano   | Potenza  | Potenza-Muro Lucano-Marsico Nuovo |       | 40° 45′ 12″ nord, 15° 29′ 15″ est |        |
| Saint-Michel-Archange                       | Rapolla       | Potenza  | Melfi-Rapolla-Venosa              |       | 40° 58′ 39″ nord, 15° 40′ 37″ est |        |
| Saint-André                                 | Venosa        | Potenza  | Melfi-Rapolla-Venosa              |       | 40° 57′ 53″ nord, 15° 49′ 22″ est |        |

### Anciennes cathédrales
| Édifice                    | Commune               | Province | Notes                                                                                              | Coordonnées                       | Illus. |
| -------------------------- | --------------------- | -------- | -------------------------------------------------------------------------------------------------- | --------------------------------- | ------ |
| Sainte-Marie-Reine (it)    | Contrada Anglona      | Matera   | Basilique mineure ; ancienne cathédrale du diocèse de Tursi, située dans le hameau d'Anglona (it). | 40° 14′ 40″ nord, 16° 33′ 26″ est |        |
| Saint-Michel-Archange      | Tursi                 | Matera   | Cathédrale de l'ancien diocèse de Tursi jusqu'en 1545.                                             | 40° 14′ 56″ nord, 16° 28′ 15″ est |        |
| Sacré-Cœur-et-Saint-Michel | Sant'Angelo Le Fratte | Potenza  | Cathédrale de l'ancien diocèse de Satriano (it).                                                   | 40° 32′ 43″ nord, 15° 33′ 35″ est |        |